# Berthold Moritz
Berthold Moritz (* 3. Oktober 1875 in Dammbusch; † 1939) war Abgeordneter der deutschen Minderheit im Sejm.

## Leben
Moritz besuchte die Volksschule und konnte sich anschließend durch Privatunterricht weiterbilden. Mit 17 zog er auf ein bäuerliches Rentengrundstück seiner Eltern im Kreis Kulm. Dort wurde er bald Vorsitzender des Landwirtschaftlichen Vereins und wurde in den Vorstand und Aufsichtsrat mehrerer Genossenschaften gewählt. 1909 wählte man ihn in das Präsidium des deutschen Bauernbundes.
1912 kandidierte Moritz für die Nationalliberale Partei für den Deutschen Reichstag. Am Ersten Weltkrieg nahm er als Feldartillerist teil. Nach 1918 wurde er Abgeordneter der Deutschen Demokratischen Partei im Preußischen Landtag. Nach der Abtretung des pommerellischen Gebiets an Polen war Moritz für die deutsche Minderheit politisch aktiv. 1922 wurde er Abgeordneter des Wahlkreises Kolmar im polnischen Sejm.